# André Delehedde
André Delehedde est un homme politique français, né le 2 août 1936 à Lille et mort le 10 janvier 2004 à Paris.

## Biographie
Conseiller d'orientation, il devient député socialiste du Pas-de-Calais le 4 octobre 1975 en remplacement de Guy Mollet, décédé. Il siège au Palais-Bourbon jusqu'en 1993.
Il est à deux reprises (1982-1986) secrétaire général parlementaire de l'APF, l'Assemblée parlementaire de la Francophonie.
Il est adjoint au maire d'Arras et conseiller général du canton de Vimy (Pas-de-Calais) de 1979 à 1992.